# Tour de Ski 2013-2014
il Tour de Ski 2013-2014 prese il via il 28 dicembre 2013 ad Oberhof, Germania, e terminò il 5 gennaio 2014 in Val di Fiemme, Italia. I detentori del titolo dell'anno passato erano Justyna Kowalczyk (Polonia) e Alexander Legkov (Russia). Il cambio "dell'ultimo minuto" introdotto dagli organizzatori a partire dall'edizione 2013-2014, risulta essere in contrasto con il giusto bilanciamento tra le competizioni in tecnica classica e quelle in tecnica libera. Alcuni atleti, compresa la vincitrice di 4 Tour de Ski, la polacca Justyna Kowalczyk, hanno deciso di non partecipare alle competizioni in segno di protesta contro gli organizzatori, in quanto avrebbero agevolato troppo gli atleti maggiormente competitivi in tecnica libera.

## Calendario
| Tappe | Luogo                    | Data             | Evento                                         | Distanza | Distanza | Orario (CET) | Orario (CET) |
| Tappe | Luogo                    | Data             | Evento                                         | Donne    | Uomini   | Donne        | Uomini       |
| ----- | ------------------------ | ---------------- | ---------------------------------------------- | -------- | -------- | ------------ | ------------ |
| 1     | Oberhof Germania         | 28 dicembre 2013 | Prologo Tecnica Libera Individuale             | 3 km     | 4.5 km   | 14:00        | 15:15        |
| 2     | Oberhof Germania         | 29 dicembre 2013 | Sprint Tecnica Libera, qualificazioni e finali | 1.4 km   | 1.4 km   | 14:30        | 15:30        |
| 3     | Lenzerheide Svizzera     | 31 dicembre 2013 | Sprint Tecnica Libera, qualificazioni e finali | 1.4 km   | 1.4 km   | 14:45        | 14:45        |
| 4     | Lenzerheide Svizzera     | 1 gennaio 2014   | mass start Tecnica Classica                    | 10 km    | 15 km    | 15:45        | 13:00        |
| 5     | Cortina - Toblach Italia | 3 gennaio 2014   | Inseguimento Tecnica Libera                    | 15 km    | 35 km    | 10:30        | 12:15        |
| 6     | Val di Fiemme Italia     | 4 gennaio 2014   | Tecnica classica individuale                   | 5 km     | 10 km    | 15:45        | 11:00        |
| 7     | Val di Fiemme Italia     | 5 gennaio 2014   | Finale Inseguimento Tecnica Libera             | 9 km     | 9 km     | 13:30        | 15:00        |

## Classifiche
| Posizione | Nome                   | Tempo     |
| --------- | ---------------------- | --------- |
| 1         | Martin Johnsrud Sundby | 3h05'52"2 |
| 2         | Chris Andre Jespersen  | +36.0     |
| 3         | Petter Northug         | +1:49.5   |
| 4         | Sjur Røthe             | +1:55.7   |
| 5         | Alexander Legkov       | +2:33.6   |
| 6         | Tord Asle Gjerdalen    | +2:45.6   |
| 7         | Ilia Chernousov        | +2:56.4   |
| 8         | Calle Halfvarsson      | +3:06.5   |
| 9         | Didrik Tønseth         | +3:19.1   |
| 10        | Martin Jakš            | +3:25.7   |

| Posizione | Nome                       | Tempo     |
| --------- | -------------------------- | --------- |
| 1         | Therese Johaug             | 2:04:16.4 |
| 2         | Astrid Uhrenholdt Jacobsen | +20.4     |
| 3         | Heidi Weng                 | +2:50.4   |
| 4         | Krista Pärmäkoski          | +2:56.1   |
| 5         | Kerttu Niskanen            | +3:18.1   |
| 6         | Anne Kyllönen              | +3:50.2   |
| 7         | Liz Stephen                | +4:02.4   |
| 8         | Eva Vrabcová-Nyvltová      | +4:05.3   |
| 9         | Aino-Kaisa Saarinen        | +4:18.5   |
| 10        | Masako Ishida              | +4:44.0   |

## Tappe

### Tappa 1
28 dicembre 2013, Oberhof, Germania - prologo
| Posizione | Nome                  | Tempo  |
| --------- | --------------------- | ------ |
| 1         | Alex Harvey           | 9:03.8 |
| 2         | Devon Kershaw         | +4.1   |
| 3         | Chris Andre Jespersen | +10.2  |
| 4         | Ilia Chernousov       | +13.4  |
| 5         | Robin Duvillard       | +13.8  |

| Posizione | Nome                       | Tempo  |
| --------- | -------------------------- | ------ |
| 1         | Marit Bjørgen              | 6:34.4 |
| 2         | Astrid Uhrenholdt Jacobsen | +1.9   |
| 3         | Sylwia Jaśkowiec           | +7.0   |
| 4         | Denise Herrmann            | +8.4   |
| 5         | Jessica Diggins            | +9.2   |

### Tappa 2
29 dicembre 2013, Oberhof, Germania
| Posizione | Nome                   | Tempo   |
| --------- | ---------------------- | ------- |
| 1         | Calle Halfvarsson      | 3:08.61 |
| 2         | Federico Pellegrino    | +0.30   |
| 3         | Martin Johnsrud Sundby | +1.80   |
| 4         | Jens Eriksson          | +5.50   |
| 5         | Josef Wenzl            | +8.63   |

| Posizione | Nome                     | Tempo   |
| --------- | ------------------------ | ------- |
| 1         | Hanna Erikson            | 3:25.69 |
| 2         | Denise Herrmann          | +0.79   |
| 3         | Ingvild Flugstad Østberg | +4.32   |
| 4         | Nicole Fessel            | +4.40   |
| 5         | Marit Bjørgen            | +4.80   |

### Tappa 3
31 dicembre 2013, Lenzerheide, Svizzera
| Posizione | Nome                   | Tempo   |
| --------- | ---------------------- | ------- |
| 1         | Simeon Hamilton        | 2:37.04 |
| 2         | Alex Harvey            | +0.32   |
| 3         | Martin Johnsrud Sundby | +0.74   |
| 4         | Federico Pellegrino    | +0.94   |
| 5         | Finn Hågen Krogh       | +1.61   |

| Posizione | Nome                       | Tempo   |
| --------- | -------------------------- | ------- |
| 1         | Ingvild Flugstad Østberg   | 2:58.00 |
| 2         | Astrid Uhrenholdt Jacobsen | +0.14   |
| 3         | Denise Herrmann            | +0.82   |
| 4         | Laurien van der Graaff     | +2.60   |
| 5         | Hanna Kolb                 | +4.14   |

### Tappa 4
1 gennaio 2014, Lenzerheide, Svizzera
| Posizione | Nome                  | Tempo   |
| --------- | --------------------- | ------- |
| 1         | Alexey Poltoranin     | 34:28.1 |
| 2         | Hannes Dotzler        | +0.8    |
| 3         | Stanislav Volzhentsev | +1.0    |
| 4         | Thomas Bing           | +1.1    |
| 5         | Daniel Richardsson    | +4.0    |

| Posizione | Nome                       | Tempo   |
| --------- | -------------------------- | ------- |
| 1         | Kerttu Niskanen            | 26:27.4 |
| 2         | Astrid Uhrenholdt Jacobsen | +0.4    |
| 3         | Therese Johaug             | +1.1    |
| 4         | Heidi Weng                 | +1.9    |
| 5         | Aino-Kaisa Saarinen        | +2.5    |

### Tappa 5
3 gennaio 2014, Cortina d'Ampezzo-Toblach, Italia
| Posizione | Nome                   | Tempo     |
| --------- | ---------------------- | --------- |
| 1         | Martin Johnsrud Sundby | 1:20:18.7 |
| 2         | Petter Northug         | +58.2     |
| 3         | Alex Harvey            | +58.7     |
| 4         | Calle Halfvarsson      | +59.0     |
| 5         | Alexander Legkov       | +59.7     |

| Posizione | Nome                       | Tempo   |
| --------- | -------------------------- | ------- |
| 1         | Astrid Uhrenholdt Jacobsen | 37:30.3 |
| 2         | Therese Johaug             | +38.7   |
| 3         | Anne Kyllönen              | +1:12.2 |
| 4         | Kerttu Niskanen            | +1:22.5 |
| 5         | Krista Pärmäkoski          | +1:31.7 |

### Tappa 6
4 gennaio 2014, Val di Fiemme, Italia
| Posizione | Nome                   | Tempo   |
| --------- | ---------------------- | ------- |
| 1         | Petter Northug         | 24:45.6 |
| 2         | Martin Johnsrud Sundby | +9.7    |
| 3         | Chris Andre Jespersen  | +16.0   |
| 4         | Sjur Røthe             | +29.0   |
| 5         | Alex Harvey            | +35.5   |

| Posizione | Nome                       | Tempo   |
| --------- | -------------------------- | ------- |
| 1         | Therese Johaug             | 13:58.4 |
| 2         | Astrid Uhrenholdt Jacobsen | +14.9   |
| 3         | Anne Kyllönen              | +19.2   |
| 4         | Kerttu Niskanen            | +19.7   |
| 5         | Krista Pärmäkoski          | +21.4   |

### Tappa 7
5 gennaio 2014, Val di Fiemme, Italia
| Posizione | Nome                   | Tempo   |
| --------- | ---------------------- | ------- |
| 1         | Martin Johnsrud Sundby | 32:49.6 |
| 2         | Chris Andre Jespersen  | +36.0   |
| 3         | Johannes Dürr          | +1:05.9 |
| 4         | Petter Northug         | +1:49.5 |
| 5         | Sjur Røthe             | +1:55.7 |

| Posizione | Nome                       | Tempo   |
| --------- | -------------------------- | ------- |
| 1         | Therese Johaug             | 34:43.6 |
| 2         | Astrid Uhrenholdt Jacobsen | +20.4   |
| 3         | Heidi Weng                 | +2:50.4 |
| 4         | Krista Pärmäkoski          | +2:56.1 |
| 5         | Kerttu Niskanen            | +3:18.1 |